# Panzeria vagans
Panzeria vagans là một loài ruồi trong họ Tachinidae.